# Igor Borissowitsch Dmitrijew

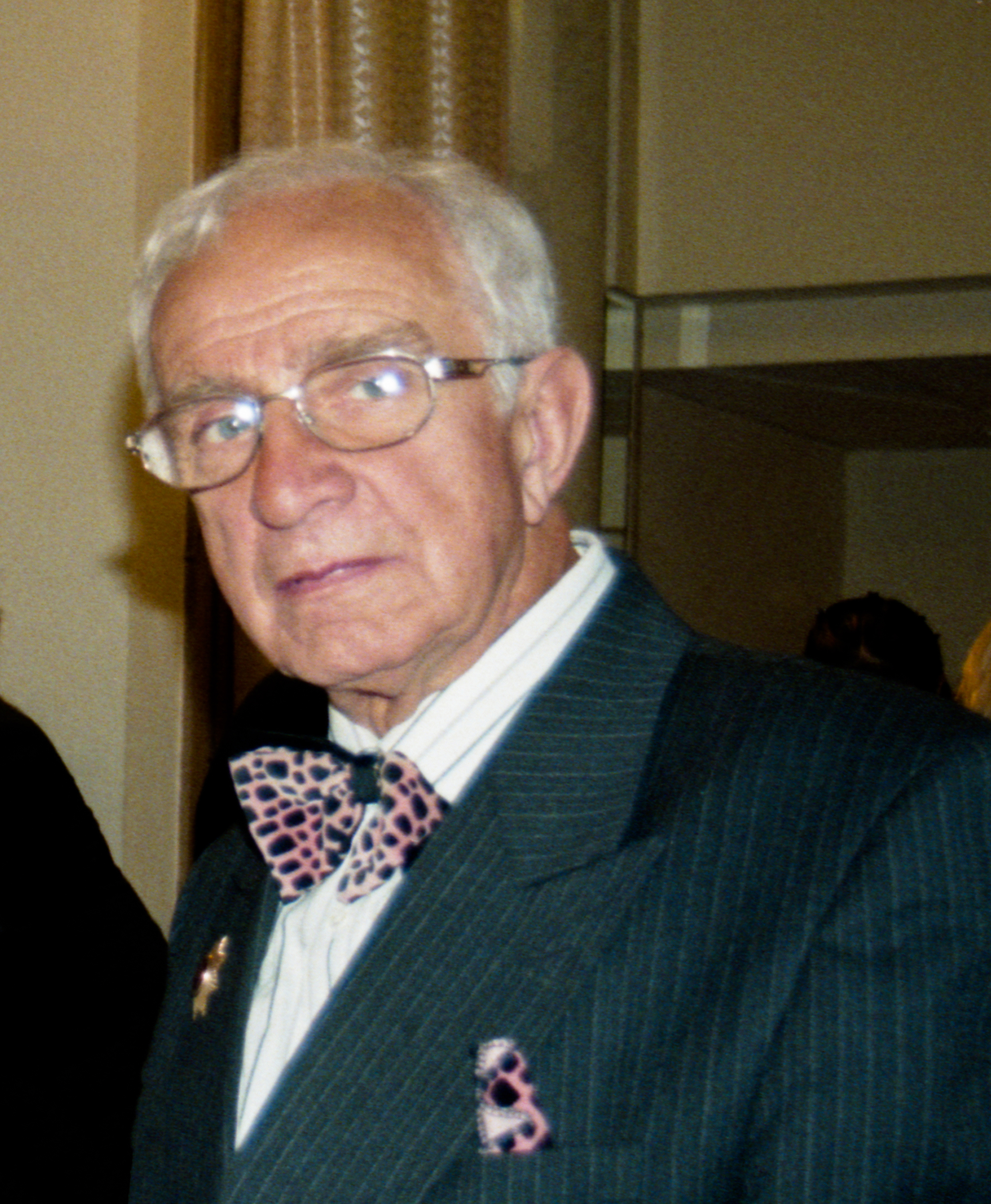
1999

Igor Borissowitsch Dmitrijew (russisch Игорь Борисович Дмитриев, wiss. Transliteration Igor Borisovič Dmitriev; * 29. Mai 1927 in Leningrad; † 26. Januar 2008) war ein russischer Film- und Theaterschauspieler, der oftmals aristokratische Charaktere in historischen Filmen spielte.

## Leistungen und Ehrungen
Igor Dmitrijew wurde in Leningrad als Sohn eines Segelsportlers und einer Ballerina geboren. 1948 absolvierte er einen Lehrgang beim Schauspielstudio des Tschechow-Künstlertheater Moskau und begann ab 1949 beim Wera-Komissarschewskaja-Theater in Leningrad zu arbeiten. Zwischen 1967 und 1984 war er parallel bei Lenfilm angestellt. Ab 1984 und bis zu seinem Tod spielte er im Nikolai-Akimow Komödien-Theater. Dmitrijew arbeitete mit Regisseuren wie Georgi Towstonogow, Sergei Gerassimow und Jan Frid. Er spielte in mehr als 120 Filmen mit, nicht nur in der UdSSR bzw. Russland, sondern auch in Ungarn, Polen, DDR, USA, Marokko und Algerien. Darüber hinaus war Dmitrijew ein gefragter Synchronsprecher.
Zuletzt arbeitete er beim Radio und las zahlreiche Literaturwerke von Leo Tolstoi, Theodore Dreiser, Guy de Maupassant, Émile Zola und Anton Tschechow vor.
Am 10. Dezember 1963 wurde Dmitrijew zum Verdienten Künstler der RSFSR ernannt, am 15. August 1988 folgte der Titel Volkskünstlers der RSFSR. Außerdem war er Träger des Ordens der Ehre (25. August 1997) und des Verdienstordens für das Vaterland 4. Klasse (22. Februar 2003).

## Theater (Auswahl)

### Komissarschewskaja-Theater
- Balsaminows Heirat (Schenitba Balsaminowa) von Alexander Ostrowski
- Kinder der Sonne (Deti solnza) von Maxim Gorki
- Cymbeline von William Shakespeare
- Auferstehung (Woskressenije) nach Lew Tolstoi
- Mädchen ohne Mitgift (Bespridanniza) von Alexander Ostrowski
- Dem Gewitter entgegen (Idu na grosu) nach Daniil Alexandrowitsch Granin
- Die Millionärin (The Millionairess) von George Bernard Shaw
- Eine Dummheit macht auch der Gescheiteste (Na wsjakogo mudreza dowolno prosdoty) von Alexander Ostrowski
- Herr Puntila und sein Knecht Matti von Bertolt Brecht

### Komödien-Theater
- Tolles Geld (Beschenyje dengi) von Alexander Ostrowski
- Dear Liar von Jerome Kilty

## Filmografie (Auswahl)

### Darsteller
- 1957: Liebt sie mich? (Ona was ljubit)
- 1957: Der stille Don, Teil 1 (Tichi Don)
- 1957: Der stille Don, Teil 2
- 1958: Der stille Don, Teil 3
- 1958: In den Tagen des Oktober (W dni oktjabrja)
- 1959: Immer nur Liebe (Pod stuk koles)
- 1960: Neuland unterm Pflug (Podnjataja zelina)
- 1963: Kain XVIII
- 1964: Hamlet (Gamlet)
- 1965: Kreuzer Aurora (Salp Awrory)
- 1967: Parole unnötig (Parol ne nuschen)
- 1968: Ein uraltes Märchen (Staraja, staraja skaska)
- 1970: Das alte Haus (Stary dom)
- 1970: Liebesträume (Szerelmi álmok - Liszt)
- 1972: Dauria
- 1972: Abschied von Petersburg (Proschtschanije s Peterburgom)
- 1975: Traum vom fernen Glück (Swesda plenitelnogo stschastja)
- 1976: Vertrauen (Dowerije)
- 1977: Wie der dumme Iwanuschka das Wunder suchte (Kak Iwanuschla-duratschok sa tschudom chodil)
- 1978: Rückkopplung (Obratnaja swjas)
- 1978: Eine Liebeserklärung (Objasnenije w ljubwi)
- 1979: Die Fledermaus (Letutschaja mysch)
- 1979: Jaroslawna, Königin von Frankreich (Jaroslawna, korolewa Franzii)
- 1979: Sherlock Holmes und Dr. Watson (Scherlok Cholms i doktor Watson)
- 1980: Die Abenteuer von Sherlock Holmes und Dr. Watson (Prikljutschenija Scherlok Cholmsa i doktor Watsona)
- 1983: Anna Pawlowa – Ein Leben für den Tanz (Анна Павлова)
- 1985: Saison der Wunder (Seson tschudes)
- 1986: Die ursprüngliche Rus (Rus isnatschalnaja)
- 1987: Der Zirkus ist da (Zirk prijechal) (Fernsehfilm)
- 1987: Der weiße Fluch (Beloje prokljatje)
- 1987: Das Märchen vom verliebten Maler (Skaska pro wljublennowo maljara)
- 1993: Alaska Kid (Fernsehserie, 3 Folgen)
- 1996: Die Rückkehr des Panzerkreuzers (Woswraschtschenije bronenosza)
- 1996: Die Kinder des Kapitän Grant (The Children of Captain Grant)
- 2000: Die Romanows: Eine gekrönte Familie (Romanowy: Wenzenosnaja semja)

### Synchronsprecher
- 1952: Moulin Rouge
- 1964: Unter Geiern – für Stewart Granger
- 1965: Das große Rennen rund um die Welt (The Great Race) – für Arthur O’Connell
- 1966: Eine Frage der Ehre (Una questione d'onore) – für Franco Fabrizi
- 1967: Un italiano in America – für Vittorio De Sica
- 1968: Dr. Homers Bruder (Brat Doktora Homera)
- 1968: Gräfin Cosel (Hrabina Cosel) – für Mariusz Dmochowski
- 1968: Balduin, der Heiratsmuffel (Le gendarme se marie) – für Yves Vincent
- 1968: Mayerling – für James Robertson Justice
- 1972: Das Attentat (L'attentat) – für Jacques François
- 1974: Drei Männer im Schnee (L'attentat) – für Fritz Tillmann
- 1973: Auch die Engel essen Linsen (La Belle affaire)
- 1974: Der lange Blonde mit den roten Haaren (La moutarde me monte au nez)
- 1974: 67 Tage - Die Republik von Uzice (Užička republika)
- 1974: Ulzana (L'attentat) – für Hannjo Hasse
- 1976: Der Greifer (L'Alpagueur ) – für Bruno Cremer
- 1976: Die Befreiung Prags (Osvobozeni Prahy)
- 1976: Potato Fritz
- 1977: Der Mann mit der eisernen Maske (The Man in the Iron Mask)
- 1979: Im Bann des Kalifen (Arabian Adventure) – für Christopher Lee
- 1979: Die Mädchen von Wilko (Panny z Wilka) – für Zbigniew Zapasiewicz
- 1980: Auch Mörder haben schöne Träume (Pile ou face) – für Jean Desailly
- 1982: Nur keine Panik (Csak semmi pánik...)